# Diadelia obliquepicta
Diadelia obliquepicta là một loài bọ cánh cứng trong họ Cerambycidae.